# Gaspare Gozzi
Gasparo Gozzi (ur. 4 grudnia 1713 w Wenecji, zm. 26 grudnia 1786 w Padwie) – włoski (wenecki) intelektualista, pisarz, myśliciel polityczny i dziennikarz. Jego młodszym bratem był dramaturg Carlo Gozzi.
W roku 1760 założył periodyk Gazzetta Veneta, którego był redaktorem do grudnia 1761 roku. Później jego redaktorem był Pietro Chiari.
Gaspare Gozzi jako myśliciel polityczny i filozoficzny reprezentował konserwatyzm, lecz był równie daleki od wychwalania ideałów typowych dla absolutyzmu jak do głoszenia radykalnych idei oświeceniowych. Tendencje do zreformowania całego świata uważał za niebezpieczną. W tym aspekcie jego postawa przypominała stanowisko Jonathana Swifta.